# Paradox Museum Hamburg
Das Paradox Museum Hamburg ist ein privat betriebenes Museum für optische Täuschungen und Sinnesillusionen in Hamburg. Es wurde am 29. November 2024 eröffnet und befindet sich in der Hamburger Innenstadt. Das Museum ist Teil der international agierenden Marke Paradox Museum mit weiteren internationalen Standorten.

## Konzept
Das Museum zeigt interaktive Installationen, die physikalische, mathematische und psychologische Illusionen veranschaulichen. Auf rund 1300 m² Fläche verteilt auf drei Ebenen befinden sich über 50 Exponate, darunter ein Ames-Raum, ein sogenannter „Reverse Room“, eine „Infinity Box“, ein „Zero Gravity Room“, ein „Camouflage Room“ sowie interaktive Spiegel- und Perspektivinstallationen. Die lokale Kunstszene wird unter anderem durch Darko C. Nikolic mit seinem dreidimensionalen Werk „Crossing“ und Siddhartha Omar mit seinen kalligrafischen Gemälden repräsentiert. Das Museum verfügt über einen Ausstellungsbereich, einen Veranstaltungsraum sowie einen Souvenirshop.
Didaktische Erklärungen sind teilweise vorhanden, jedoch nicht flächendeckend.

## Trägerschaft
Träger des Museums ist die Marke Paradox Museum, ein internationales Unternehmen mit Sitz in Griechenland und Kroatien. Die Gruppe wurde 2022 von den Unternehmern Sakis Tanimanidis und Miltos Kambourrides gegründet und verfolgt einen Edutainment-Ansatz, bei dem Bildung und Unterhaltung kombiniert werden. Weitere Standorte bestehen u. a. in Berlin, Paris, Shanghai, Mumbai, Miami und Oslo. Die Geschäftsführerin ist Irem Sozugecer.

## Kritik
Kritiker merken an, dass der Bildungsanspruch im Vergleich zur starken Fokussierung auf visuelle Effekte und Fotomöglichkeiten in den Hintergrund tritt. Einige Exponate würden keine oder nur oberflächliche Erklärungen der zugrundeliegenden wissenschaftlichen Phänomene bieten.
Das Museum steht in Hamburg in Konkurrenz zum Museum der Illusionen, das ein ähnliches Konzept verfolgt. In Medienberichten wurde auf inhaltliche und visuelle Überschneidungen hingewiesen.